# Бастьєн і Бастьєнна
«Бастьєн і Бастьєнна» (нім. Bastien und Bastienne) — опера-зингшпіль на одну дію Вольфганга Амадея Моцарта. Лібрето Ф. Вейскерна, за мотивами опери Жана-Жака Руссо «Сільський чаклун». Опера була написана дванадцятирічним Моцартом в 1768 р. на замовлення знаного на той час у Відні доктора і мецената Франца Антона Месмера.

## Дійові особи
- Бастьєн, пастух (тенор)
- Бастьєнна, пастушка (сопрано)
- Кола, сільський чарівник (бас)

## Лібрето
Пастушка на ім'я Бастьенна закохана в пастуха Бастьєно. Про свої почуття вона розповідає у двох вступних арієтах. Коли дівчина говорить про свою закоханість з'являється чарівник Кола. Дівчина скаржиться йому на те, що коханий Бастьєн збайдужів до неї і всю свою увагу посилає тепер іншій дівчині. На що Кола дає їй пораду: « Будь кокетливою, вдягайся вишукано, зроби вигляд ніби Бастьєн байдужий тобі». Дівчина слухає пораду мудрого чаклуна і чинить так як було наказано.
Пастушка ховається в хатині Кола. На сцені з'являється щасливий Бастьєн, він радіє бо скоро його чекає весілля з Бастьєнною. Кола радить йому передчасно не радіти, оскільки серце Бастьєнни тепер належить іншому. Хлопець не може повірити у зраду коханої, адже він завжди був вірний їй. Кола пропонує покликати Бастьєнну, щоб переконати хлопця в правдивості своїх слів. Він звертається до своєї чарівної книги, яку голосно читає використовуючи сумнівні «магічні» слова і перед хлопцем з'являється Бастьєна, яка звісно ж підтверджує все про що говорив чарівник. Бастьєн обурений зрадою коханої, він докоряє дівчині, яка в свою чергу звинувачує і його в зраді. Спритний Кола вчасно встряває в сварку закоханих і мирить їх. Бастьєн міцно обіймає Бастьєнну. Щасливі закохані переконані, що саме Кола допоміг їм вирішити це непорозуміння і їх віра в могутність чаклуна сприяє поширенню його слави. Опера завершується терцетом на славу могутніх магічних здібностей Кола.

## Характеристика опери
Ця опера-зінгшпіль комічного характеру була написана композитором для юних виконавців. Крок від опери-буффа до німецького зінгшпілю Моцарт зробив з рішучим застосуванням нових стилістичних засобів. Хоча простий світ зінгшпіля був набагато доступніший для фантазії дитини, аніж складні задачі буффоного мистецтва, та з іншого боку, в тодішньому Відні доволі важко було знайти гідний зразок даного жанру. Хоча імпровізаційна комедія, яка була тут особливо популярна і в якій музика була важливим чинником, підготувала чудовий ґрунт для зінгшпіля.
Лібрето опери є наскрізним діалогом, котрий у певних місцях переривається окремими аріями і дуетами (одинадцять арій, три дуети і один терцет). Композитор чудово поєднує народність з високим мистецтвом. Поява чаклуна Кола супроводжується потужним оркестровим епізодом, що імітує волинку (№ 3). Всі вокальні номери написані в простій двочастинній формі. Чотири ансамблі також мають простий пісенний характер. Володівши чудовим почуттям стилю композитор написав просту одночастинну увертюру в якій, до речі, бачимо схожість з темою «Героїчної симфонії» Бетовена.
Отож, вже у юному віці Моцарт зробив вагомий внесок у два музичні жанри які згодом принесли йому славу — італійську оперу-буффа і німецький зінгшпіль.

### Номерна структура
- Увертюра (Intrada)

1. Арія Бастьєнни: Mein liebster Freund hat mich verlassen
2. Арія Бастьєнни: Ich geh’ jetzt auf die Weide
3. Вихід Кола (оркестровый)
4. Арія Кола: Befraget miche in zartes Kind
5. Арія Бастьєни: Wenn mein Bastien einst im Scherze
6. Арія Бастьєнни: Würd'ich auch, wie manche Buhlerinnen
7. Дует Бастьєнни і Кола: Auf den Rat, den ich gegeben
8. Арія Бастьєна: Grossen Dank dir abzustatten
9. Арія Бастьєна: Geh! du sagst mir eine Fabel
10. Арія Кола: Diggi, daggi, schurry, murry
11. Арія Бастьєна: Meiner Liebsten schöne Wangen
12. Арія Бастьєнни: Er war mir sonst treu und ergeben
13. Дует Бастьєна і Бастьєнни: Geh hin ! Ich will
14. Речитатив і аріозо Бастьєна: Dein Trotz vermehrt sich
15. Дует Бастьєна і Бастьєнни: Geh! Geh! Geh ! Herz von Flandern
16. Терцет: Kinder ! Kinder ! seht, nach Sturm und Regen

Перше виконання: Відень, Садовий театр Месмера, 7 грудня 1768
Очевидно «Бастьєн і Бастьєнна» не мала великого успіху, адже ціле сторіччя після смерті композитора вона не виконувалася. Наступна постановка опери відбулася лише 2 жовтня 1890р в Берліні.

## Українські постановки
Українською мовою оперу було поставлено в Київському муніципальному академічному театрі опери і балету для дітей і юнацтва в 2016 року. Переклад і постановку здійснив Дмитро Тодорюк.